# Муа (місто)
Муа — давнє невелике містечко в районі Хахаке, яке зараз не існує і знаходилось на острові Тонгатапу. Місто протягом століть було стародавньою столицею імперії Тонга. 
Неподалік є однойменний населений пункт. Знаходиться за 12 кілометрів від Нукуалофи — столиці сучасної Тонги.

## Історія
В стародавні часи поселення було центром культури Лапіта в Тонга (приблизно 2000 років тому), а з 1200 по 1851 місто перебувало столицею Тонгайської імперії. Найбільш забудованим районом Муа є Лапаха, в якому і до сьогоднішнього дня зберігаються деякі старовинні архітектурні пам'ятки. Найбільш примітними з цих пам'яток є терасні могили, велика їх кількість знаходиться в нерозчищеному стані. В часи розквіту в місті могло жити 35 000 осіб.

## Терасні могили
В місті знаходяться поховання жерців та вождів — лангі, археологи назвали їх «терасними могилами». Слово лангі походить з місцевого говору.
Лангі - це великі штучні пагорби, оточені величезними плитами коралової породи. Ці плити були видобуті в кількох місцях уздовж узбережжя Тонгатапу або сусідніх малих островів. Морські хвилі створювали їх протягом століть, ущільнюючи кораловий пісок у шари товщиною від 10 до 20 сантиметрів (3,9-7,9 дюймів). Їх потрібно було лише викопати, а потім транспортувати човном на будівельний майданчик.

## Однойменне поселення
За кілометр на північ від старого міста знаходиться нове з такою ж назвою і з населенням 5190 людей (2010)

## Видатні люди
- Рональд Фотофілі - олімпійський спортсмен з Лапахи